# 海翠花園
海翠花園（英語：Pierhead Garden）為香港新界屯門區的一個私人屋苑，亦是輕鐵屯門碼頭站上蓋物業，共有6座樓高32層樓宇，合共提供1440伙單位，於1988年8月18日入。屋苑位於屯門碼頭旁，蝴蝶灣的東面，面向屯門南部的青山灣，所以大部份單位都享有海景。基座設海趣坊商場，地面則是公共運輸交匯處及輕鐵屯門碼頭站。

## 概述
海翠花園是輕鐵第一個車站上蓋住宅物業項目，亦是九鐵公司主導的第一個鐵路上蓋項目，由九廣鐵路公司及新世界發展共同發展，於1985年批出發展權。
兩鐵合併後，九鐵雖然將商場業權連同「海翠花園管理有限公司」售予港鐵公司，但商場以外管理工作繼續外判予新世界屬下「富城物業管理有限公司」，至2012年由佳定集團取代，為首個由港鐵改為其他公司管理的港鐵物業。屋苑南面臨海，東西面分別為私人屋苑邁亞美海灣及啟豐園。

## 住宅
屋苑建有6座樓高32層樓宇，合共提供1440伙單位，於1988年8月18日入。
| 樓宇名稱 | 落成年份      | 樓宇層數（住宅層數） | 每層伙數 | 單位數目（伙） |
| -------- | ------------- | -------------------- | -------- | -------------- |
| *第1座   | 1988年8月18日 | 32（3至32樓）        | 8        | 240            |
| *第2座   | 1988年8月18日 | 32（3至32樓）        | 8        | 240            |
| *第3座   | 1988年8月18日 | 32（3至32樓）        | 8        | 240            |
| 第4座    | 1988年8月18日 | 32（3至32樓）        | 8        | 240            |
| 第5座    | 1988年8月18日 | 32（3至32樓）        | 8        | 240            |
| 第6座    | 1988年8月18日 | 32（4至32樓）        | 8        | 232            |

以（*）標示樓宇為2019冠狀病毒病香港疫情當中多名確診個案患者居住的大廈

## 商場

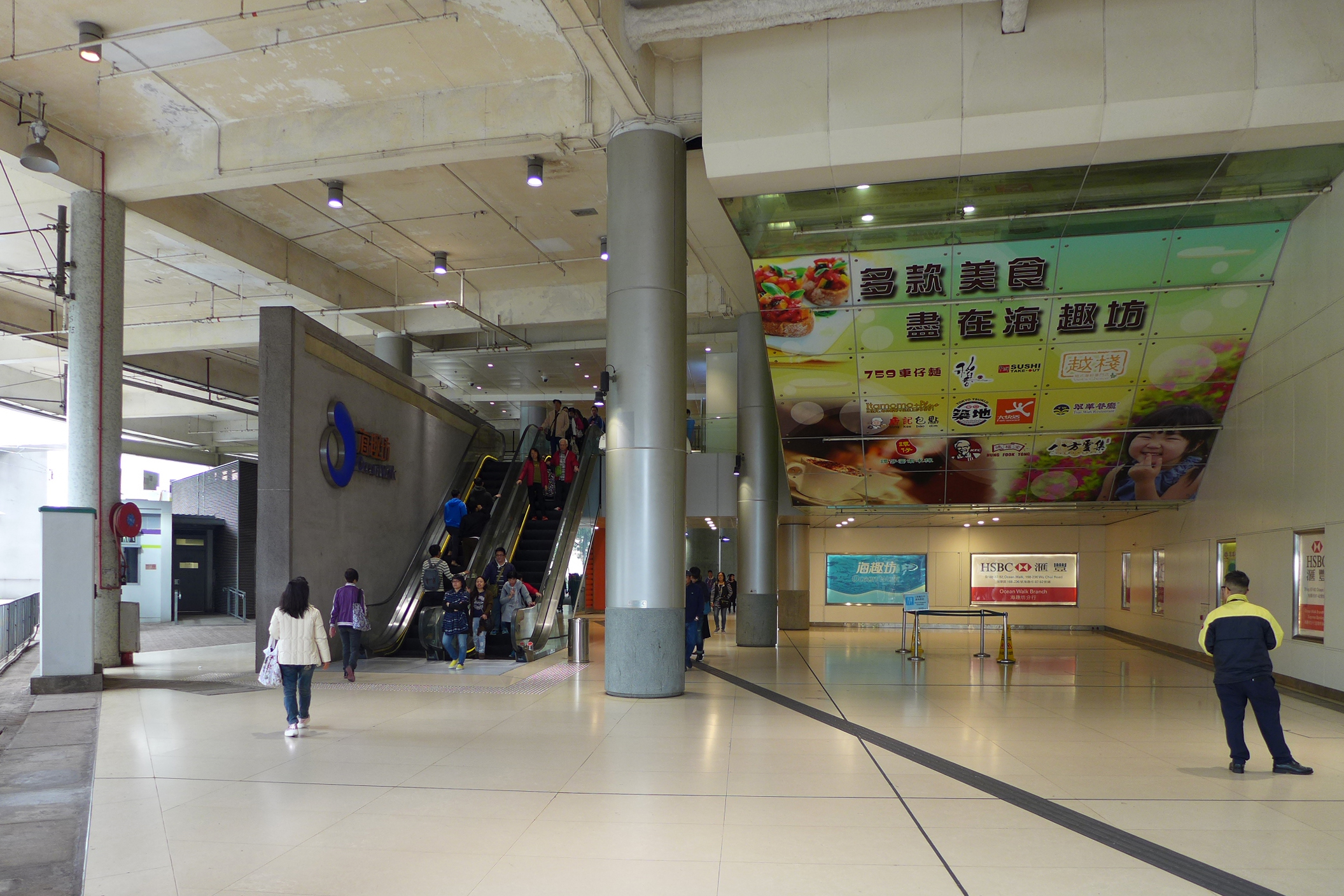
輕鐵屯門碼頭站西部的海趣坊扶手電梯入口（2017年2月）

基座設10萬多平方呎的商場海趣坊（英語：Ocean Walk），原名海翠商場（英語：Pierhead Plaza），租戶以小商戶為主。2005年初展開大型翻新工程，並易名為海趣坊，於2006年5月完成。商場屬單層設計，面積約100,000平方呎。場內設不少連鎖商店如萬寧、7-Eleven、百佳超級市場、英王麵包店、鴻福堂、唐記包點、大快活、麦当劳、荷里活餐廳、稻香、譚仔雲南米線、亞洲國際餐飲集團旗下木兆小品、Chicken Factory和意樂餐廳及美心食品集團旗下元氣壽司和美心西餅等。商場設行人天橋接駁兆禧苑商場。

## 設施
屋苑設施包括游泳池、網球場、兒童遊樂場、緩步徑及停車場。

## 所屬選區
海翠花園屬於屯門區議會的屯門西選區，由民主建港協進聯盟成員鍾健峰與工聯會成員徐帆擔任當區區議員。而在立法會地區直選中，則屬於新界西北（LC8）選區。

### 歷屆議員
| 選區名稱 | 屆別                 | 議員     | 政治聯繫 | 政治聯繫   | 議員           | 政治聯繫       | 政治聯繫       |
| -------- | -------------------- | -------- | -------- | ---------- | -------------- | -------------- | -------------- |
| 樂翠     | 1994年－1999年       | 盧志雄   |          | 民主黨     | 定為單議席選區 | 定為單議席選區 | 定為單議席選區 |
| 樂翠     | 2000年－2003年       | 何俊仁   |          | 民主黨     | 定為單議席選區 | 定為單議席選區 | 定為單議席選區 |
| 樂翠     | 2004年－2007年       | 何俊仁   |          | 民主黨     | 定為單議席選區 | 定為單議席選區 | 定為單議席選區 |
| 樂翠     | 2008年－2011年       | 何俊仁   |          | 民主黨     | 定為單議席選區 | 定為單議席選區 | 定為單議席選區 |
| 樂翠     | 2012年－2015年       | 何俊仁   |          | 民主黨     | 定為單議席選區 | 定為單議席選區 | 定為單議席選區 |
| 樂翠     | 2016年－2019年       | 何君堯   |          | 新界大聯盟 | 定為單議席選區 | 定為單議席選區 | 定為單議席選區 |
| 樂翠     | 2020年－2021年7月7日 | 盧俊宇   |          | 民主黨     | 定為單議席選區 | 定為單議席選區 | 定為單議席選區 |
| 樂翠     | 2021年7月8日－2023年 | 議席懸空 | 議席懸空 | 議席懸空   | 定為單議席選區 | 定為單議席選區 | 定為單議席選區 |
| 屯門西   | 2024年－2027年       | 徐帆     |          | 工聯會     | 鍾健峰         |                | 民建聯         |

## 事件

### 四屍倫常慘劇
1990年4月18日晚上8時半，海翠花園6座24樓一單位的35歲男戶主，因經濟拮据及經常與妻子吵鬧。當晚爭吵後，兇手先搗毀家中神主枱，繼而焚燒先人照片，母親欲阻止惟被推開，其後再衝入睡房用鎅刀割破正在熟睡的8歲二女及6歲幼女之咽喉，12歲長女掙扎卻被拉入主人房，一度掙脫後在客廳被追上割喉。最後，兇手走入廁所寫下遺書後自刎並當場身亡，其母親則因目擊整個過程而嚇至精神呆滯並瑟縮客廳一角。至晚上11時，女戶主下班致電返家惟無人接聽，趕回家時發現大門反鎖，於是往樓下兇手的弟弟家中求助，並合力破門揭發命案，三名女兒送入屯門仁愛堂診所後均於當晚不治。

### 港鐵被撤銷管理權
自兩鐵合併後，屋苑管理權雖然已售予港鐵公司，但仍維持九鐵做法，將實際職能外判。至2011年，此屋苑超過一半業權份數投票，同意撤銷港鐵的管理權，並由法團另聘佳定集團負責管理。

### 停車場樓板破損引發維修責任誰屬爭拗
屋苑在多年前被揭發一樓停車場樓板出現破損，並直通地面輕鐵站的天花板，影響站內安全。2013年，屋宇署根據《建築物條例》第26A條向擁有車站的九廣鐵路公司發出相關修葺令。但九鐵公司到2016年2月入稟高院，要求法庭聲明九鐵公司不是樓板擁有人，認為屋宇署命令無效，毋須遵守。

## 資料來源
1. ↑   (PDF). 差餉物業估價署. 2020-10  [2020-11-15]. （原始内容 (PDF)存档于2021-01-08）.
2. 1 2 3 4  . 美聯物業.   [2020-11-29].
3. ↑  海翠花園詳細資料 （页面存档备份，存于），祥益地產
4. ↑  . 九廣鐵路公司 (报告). 1986-03-24: 14.
5. 1 2  . 東方日報. 2013-03-19  [2025-08-06].
6. ↑  . 佳定集團.   [2025-08-06]. （原始内容存档于2023-12-09）.
7. 1 2  . 中原數據.   [2020-11-29].
8. ↑  . 中原數據.   [2020-11-29].
9. ↑   (PDF).   [2020-08-26]. （原始内容存档 (PDF)于2018-01-24）.
10. ↑   (PDF).   [2020-08-26]. （原始内容存档 (PDF)于2018-11-23）.
11. ↑  . 大公報第八版. 1990年4月19日.（繁體中文）
12. ↑  . 華僑日報頭版. 1990年4月19日.（繁體中文）
13. ↑  . 大公報第七版. 1990年4月20日.（繁體中文）
14. ↑  . 華僑日報第4版. 1990年4月20日.（繁體中文）
15. ↑  . 蘋果日報. 2016-02-13  [2017-05-08].
16. ↑  .   [2016-10-17]. （原始内容存档于2016-12-05）.

## 註解
1. ↑  九廣鐵路第一個沿線上蓋物業發展是銀禧花園，但當時以官地形式推出，不是九鐵公司地產項目。

## 外部連結
- 港鐵物業海翠花園資料 （页面存档备份，存于）
- MTR商場 （页面存档备份，存于）

22°22′22″N 113°57′58″E / 22.37284°N 113.96621°E